# Kirpal Singh
Kirpal Singh es un santo indio. Nació en un pueblo rural situado en el Punjab (entonces en la India, actualmente en Pakistán). Adulto, trabajó en la función pública del Gobierno indio y vivió de su pensión de jubilación a partir de 1946. Fundó y dirigió el "Ruhani Satsang" como su Maestro, Hazur Baba Sawan Singh Ji, se lo había pedido. Se le eligió también en tres años a mandatos consecutivos de Presidente de la fraternidad mundial de las religiones. En este puesto se expresó reafirmando que todas las religiones, aunque siendo distintas escuelas de pensamientos, tienen el mismo objetivo último.

## Conferencia Mundial de la Unidad de los Hombres
Kirpal Singh convocó la primera "conferencia del mundo" en la "unidad del hombre", que ocurrió en Delhi del 3 al 6 de febrero de 1974 (véase también su charla "The Remodeling of our Destiny" (El remodelado de nuestro Destino), entregado en la sesión inaugural aquí ).
Los líderes religiosos, políticos, y sociales de todas partes de la India, y los delegados de aproximadamente 18 países participaron en la conferencia. Esta conferencia del mundo era el principio del  "Movimiento de la Unidad del Hombre" (véase también la última carta circular "On the Unity of Man" publicada el 15 de mayo de 1974 aquí  or here ). Como resultado de la conferencia Kirpal Singh fue invitado por el gobierno para que hablara en el parlamento indio. Cuando él habló a los miembros del Lok Sabha el 1 de agosto de 1974, era la primera vez que a un líder espiritual le fuera concedido ese honor.

## Legado y Sucesores
Kirpal Singh desencarnó el 21 de agosto de 1974, una vez dejando el cuerpo, varios aspirantes a su sucención como maestro aparecieron, pero el amor de Kirpal estaba a millones de distancia de aquel lugar donde las gente luchaba por su legado. Mientras aparecieron sucesores como hongos, el amado de Kirpal meditaba
En la contribución física y material, la herencia de Kirpal Singh puede encontrarse principalmente en la abundancia de libros que él escribió durante el curso de su vida; el Maestro hizo que todos estos trabajos estuvieran disponibles sin derechos de autor, incluso en Internet.